# Tim Rice
Timothy Miles Bindon ”Tim” Rice, född 10 november 1944 i Amersham, Buckinghamshire, är en brittisk textförfattare till musikal- och filmmusik och författare. 

## Biografi
Rice är främst känd för sitt samarbete med Andrew Lloyd Webber som resulterade i musikalerna Joseph and the Amazing Technicolor Dreamcoat (1968), Jesus Christ Superstar (1970) och Evita (1976).
Tillsammans med Stephen Oliver skrev han en musikal om korstågen: Blondel (1983). Senare skrev Rice Chess (1984) med Björn Ulvaeus och Benny Andersson. Han var textförfattare till två av sångerna på Freddie Mercurys och Montserrat Caballés album Barcelona (1988).
Rice har även skrivit mycket filmmusik. 1983 skrev han ”All Time High” för Octopussy. Han samarbetade med Alan Menken för att skapa resten av sångerna till Disneyfilmen Aladdin (1992) efter Howard Ashmans bortgång. Tillsammans med Menken vann Rice en Oscar för bästa sång (”A Whole New World”). 
Senare samarbetade Rice med Elton John för att skapa sångerna till Disneyfilmen Lejonkungen (1994), efter vilket Rice vann ytterligare en Oscar för bästa sång (”Can You Feel the Love Tonight”). Senare gjorde man även en musikal av Lejonkungen och ytterligare låtar skrevs. Även musikalen Aida (1998) och den animerade filmen Vägen till El Dorado (2000) fick sånger av Elton John och Tim Rice. Så tidigt som 1982 samarbetade Tim Rice med Elton John, då han var textförfattare till låten ”Legal Boys” på Elton Johns album Jump Up!.
Tillsammans med Andrew Lloyd Webber vann Rice en tredje Oscar (”You Must Love Me”) för filmen Evita (1996). Rice samarbetade återigen med Alan Menken för att göra de nya sångerna till Skönheten och odjuret (2017), och sedan samarbetade han återigen med Elton John för att omarbeta sångerna i nyinspelningen av Lejonkungen (2019), som de även skrev en ny sång till.